# Kløvermarken
 Ikke at forveksle med Kløvermarken (Espergærde).
Kløvermarken er et grønt område på det nordlige Amager. Området afgrænses af Uplandsgade, Raffinaderivej og Kløvermarksvej. Mellem Kløvermarksvej og Stadsgraven ligger syv haveforeninger, og på selve Kløvermarken ligger blandt andet Kløvermarkens Idrætsanlæg.

## Trivia
- 5. januar 1910 satte flyveren Robert Svendsen dansk rekord ved at flyve i en højde af 84 meter over Kløvermarken.
- Hærens Flyveskole blev oprettet 2. juli 1912 på Kløvermarken.
- Her lå Danmarks første lufthavn.
- Her lå 1945-49 en af Danmarkshistoriens største flygtningelejr, Flygtningelejren på Kløvermarken.
- Kløvermarken er i dag det sidste areal som er tilbage af demarkationsområderne udenfor Københavns volde. Dette er en del af Amagerbro og er det eneste af brokvarterene som ikke er bebygget og her kan man ved selvsyn få en fornemmelse af hvordan synet ind over København var i forrige århundrede.
- Da Renholdningsselskabet af 1898 byggede en rensestation her, fik Amager tilnavnet Lorteøen.

## Kløverkarréen
I foråret 2006 blev Kløvermarken udset af overborgmester Ritt Bjerregaard (S) til et større boligbyggeri. Således skulle området indgå i hendes plan om "5000 billige boliger til 5000 kr. om måneden." Planen fik fra start opbakning af Teknik- og Miljøborgmester Klaus Bondam, (B).
Det oprindelige forslag var tegnet af arkitektgruppen BIG med Bjarke Ingels i front og bestod af ca. 3.000 boliger i et 22 meter bredt bælte rundt om Kløvermarken i vekslende højde (3-15 etager). Idéen vakte (og vækker) en del harme blandt en række lokale beboere, da de mener, at opførslen vil hæmme adgangen til og brugen af det grønne område. Således valgte man at iværksætte en underskriftsindsamling som en fælles protest mod planerne.
Omvendt mente arkitekterne bag, at debatten havde været præget af en række misforståelser, hvorfor de selv startede en informationskampangne, samt en underskriftsindsamling for projektet. Således var deres hovedargument, at modstanden bl.a. byggede på den misforståelse, at byggeriet ville føre til sløjfning af de eksisterende fodboldbaner.
Problemet er, at ejendomspriserne gennem de senere år er steget en hel del, hvilket har betydet, at en del personer ikke har råd til at købe eller leje en lejlighed i de store byer. Således kunne Dansk Ejendomsmæglerforening endda i april 2006 meddele, at "København har Skandinaviens dyreste boligpriser." I denne forbindelse ønskede Bjerregaard som ny overborgmester gennem 5 år at sikre 5.000 lejligheder, der ikke måtte koste mere end 5.000 kroner om måneden. I den forbindelse præsenterede Ingels sin plan om at bygge op til 3.000 lejligheder på Kløvermarken, men projektet har stødt på en del modstand blandt såvel politikere som lokale.
I starten af august måned 2006 meddelte SF så, at de ikke længere ville støtte planerne, hvormed flertallet i Borgerrepræsentationen forsvandt. Partiet var blevet påvirket af borgergruppens argumenter omkring, at byggeriet ville skade det rekreative område. På dette tidspunkt havde Bjarke Ingels modtaget ca. 2.000 underskrifter for sit projekt.
Som et forsøg på at redde planen blev der i september måned fremlagt et revideret forslag, indeholdende 2.000 boliger i stedet for de oprindelige 3.000. Reduktionen skulle ske ved, at man sænkede byggehøjden. Ligeledes forsøger man at gøre bygningerne mere åbne, så man ikke – populært sagt – "lukker Kløvermarken inde". På dette tidspunkt afleverede borgergruppen 20.000 underskrifter fra lokale beboere mod byggeriet.
Ifølge den socialdemokratiske gruppe på Rådhuset havde man da imødekommet en række af SF's kritikpunkter og satsede således på at kunne få dem til at stemme for, så der igen var flertal for projektet. Dette lykkedes senere ved budgetforliget, men der var dog fortsat en række kritikpunkter: Således påpegede man, at aktiviteterne på fodboldbanerne om aftenen formentlig vil udløse klager og kommunen i den forbindelse vil vægte beboerne højere end foreningerne.
Om aftenen den 18. september blev der indgået budgetforlig for 2007, hvor den reviderede udgave med 2.000 boliger blev vedtaget, da Venstre også valgte at støtte projektet – "for at minimere skaderne", som Martin Geertsen udtrykte det. Alene det, at politikerne vedtog forslaget blev af borgergruppen kaldt "en katastrofe for Kløvermarken, boldlivet og Amagers befolkning".
Den 13. juni 2007 vedtog Borgerrepræsentationen at sætte høringsprocessen i gang, men grundlaget fik Venstre til at forlade forliget, da man var af den opfattelse, at "...man ikke kan bevare boldbanerne i Kløvermarken i den nuværerende form." Men dette afviste den socialdemokratiske gruppeformand Anne Vang med, at banerne kunne bevares "hvis man tager nogle forholdsregler, for eksempel dræner området eller laver kunstgræs." I mellemtiden fortsætter borgerforeningen Følgegruppen mod Boligbyggeri på Kløvermarken deres arbejde med at påvirke kommunen. De påpeger således, at de nye boliger vil sætte boldbanerne under pres – ikke mindst ved, at arealet reduceres fra 320.000 m² til 260.000 m², derudover skal boligerne bruge nogle fællesarealer. I stedet henviser man til, at der f.eks. fortsat er masser af muligheder for byggeri i Ørestaden.
I et interview 20. august i Dagbladet Politiken fortalte Klaus Bondam, at han i stedet for det eksisterende projekt fra Bjarke Ingels ønskede at udskrive en arkitektkonkurrence. Dette forslag valgte Radikale Venstre, Socialdemokratiet, samt SF så at vedtage. Ifølge tidsplanen skulle en vinder offentliggøres sommeren 2008, så man kunne starte byggeriet foråret 2009.
Danmarks Naturfredningsforening offentliggjorde så 6. december, at man ønskede at frede området med henvisning til, at kommunen ønskede at byggeprojekt skulle omfatte hele Kløvermarken og ikke blot f.eks. en tredjedel. Foreningens beslutning om at gå imod kommunens ønsker vakte glæde både for de borgere, der er imod projektet, samt hos oppositionen i Borgerrepræsentationen, mens Ritt Bjerregaard ligefrem kaldte beslutningen for "grotesk".
Arkitektkonkurrencens vinder blev offentliggjort 19. juni. Vinderen blev Tegnestuen Vandkunsten, der præsenterer området som seks ny bydele med bl.a. kanaler og store grønne områder. Men i september måned, valgte SF igen at sige nej til projektet. Denne gang med henvisning til en risikozone på 500 meter til Prøvestenen, selvom de i forbindelse med arkitektkonkurrencen havde bedt deltagerne om at se bort fra denne. På denne baggrund blev det besluttet at iværksætte en uvildig undersøgelse af risikoforholdene i området.

## Fredning
Kløvermarken blev i maj 2011 fredet, især på grund af det kulturhistoriske aspekt som det er det eneste sted, hvor man har kig ud over den gamle fæstningsby, men også for at området kan bevares som et rekreativt område. 